# Aberto de Tênis de Santa Catarina 2024 - Doppio maschile
Il doppio maschile del torneo di tennis professionistico Aberto de Tênis de Santa Catarina 2024, facente parte della categoria Challenger 75 nell'ambito dell'ATP Challenger Tour 2024, si è giocato dal 1° al 7 aprile a Florianópolis, in Brasile. Pedro Boscardin Dias e Gustavo Heide erano i detentori del titolo ma solo Boscardin Dias ha scelto di partecipare in coppia con Gabriel Roveri Sidney.
In finale Daniel Cukierman e Carlos Sánchez Jover hanno sconfitto Lorenzo Joaquín Rodríguez e Franco Roncadelli con il punteggio di 6–0, 3–6, [10–4].

## Teste di serie
1. Orlando Luz /  João Lucas Reis da Silva (quarti di finale, ritirati)
2. Scott Duncan /  Kelsey Stevenson (quarti di finale)

1. Daniel Dutra da Silva /  Pedro Sakamoto (primo turno)
2. Adam Taylor /  Gonzalo Villanueva (semifinale)

## Wildcard
1. Lorenzo Joaquín Rodríguez /  Franco Roncadelli (finale)

1. Joaquim Almeida /  Daniel Rebelo (primo turno)

## Alternate
1. Wilson Leite /  José Pereira (primo turno)

1. Juan Carlos Prado Ángelo /  Daniel Vallejo (primo turno, ritirati)

## Tabellone

### Legenda
| - Q = Qualificato - WC = Wild card - LL = Lucky loser | - ALT = Alternate - SE = Special Exempt - PR = Protected Ranking | - w/o = Walkover - r = Ritirato - d = Squalificato |

|  | Primo turno | Primo turno                        | Primo turno                        | Primo turno               | Primo turno |  |  | Quarti di finale | Quarti di finale               | Quarti di finale            | Quarti di finale            | Quarti di finale          |     |      | Semifinali | Semifinali                                  | Semifinali     | Semifinali                            | Semifinali |   |      | Finale | Finale | Finale | Finale | Finale |  |
|  |             |                                    |                                    |                           |             |  |  |                  |                                |                             |                             |                           |     |      |            |                                             |                |                                       |            |   |      |        |        |        |        |        |  |
|  | 1           | O Luz JL Reis da Silva             | O Luz JL Reis da Silva             | 7                         | 6           |  |  |                  |                                |                             |                             |                           |     |      |            |                                             |                |                                       |            |   |      |        |        |        |        |        |  |
|  | WC          | J Almeida D Rebelo                 | J Almeida D Rebelo                 | 5                         | 1           |  |  | 1                | O Luz JL Reis da Silva         | O Luz JL Reis da Silva      | O Luz JL Reis da Silva      |                           |     |      |            |                                             |                |                                       |            |   |      |        |        |        |        |        |  |
|  | Alt         | W Leite J Pereira                  | 3                                  | 6                         | [7]         |  |  |                  | L Draxl A Weis                 | L Draxl A Weis              | L Draxl A Weis              | w/o                       |     |      |            |                                             |                |                                       |            |   |      |        |        |        |        |        |  |
|  |             | L Draxl A Weis                     | 6                                  | 3                         | [10]        |  |  |                  |                                |                             |                             |                           |     |      |            | L Draxl A Weis                              | L Draxl A Weis | 63                                    | 3          |   |      |        |        |        |        |        |  |
|  | 3           | D Dutra da Silva P Sakamoto        | D Dutra da Silva P Sakamoto        | 4                         | 3           |  |  |                  |                                | WC                          | LJ Rodríguez F Roncadelli   | LJ Rodríguez F Roncadelli | 7   | 6    |            |                                             |                |                                       |            |   |      |        |        |        |        |        |  |
|  | WC          | LJ Rodríguez F Roncadelli          | LJ Rodríguez F Roncadelli          | 6                         | 6           |  |  | WC               | LJ Rodríguez F Roncadelli      | 3                           | 7                           | [10]                      |     |      |            |                                             |                |                                       |            |   |      |        |        |        |        |        |  |
|  |             | S Freund J Ingildsen               | 6                                  | 0                         | [10]        |  |  |                  | S Freund J Ingildsen           | 6                           | 5                           | [7]                       |     |      |            |                                             |                |                                       |            |   |      |        |        |        |        |        |  |
|  |             | G Blancaneaux E Couacaud           | 3                                  | 6                         | [4]         |  |  |                  |                                |                             |                             |                           |     |      | WC         | Lorenzo Joaquín Rodríguez Franco Roncadelli | 0              | 6                                     | [4]        |   |      |        |        |        |        |        |  |
|  |             | P Boscardin Dias G Roveri Sidney   | P Boscardin Dias G Roveri Sidney   | 1                         | 64          |  |  |                  |                                |                             |                             |                           |     |      |            |                                             |                | Daniel Cukierman Carlos Sánchez Jover | 6          | 3 | [10] |        |        |        |        |        |  |
|  |             | L Britto PA Saraiva Dos Santos     | L Britto PA Saraiva Dos Santos     | 6                         | 7           |  |  |                  | L Britto PA Saraiva Dos Santos | 6                           | 3                           | [2]                       |     |      |            |                                             |                |                                       |            |   |      |        |        |        |        |        |  |
|  | Alt         | JC Prado Ángelo D Vallejo          | JC Prado Ángelo D Vallejo          | JC Prado Ángelo D Vallejo |             |  |  | 4                | A Taylor G Villanueva          | 3                           | 6                           | [10]                      |     |      |            |                                             |                |                                       |            |   |      |        |        |        |        |        |  |
|  | 4           | A Taylor G Villanueva              | A Taylor G Villanueva              | A Taylor G Villanueva     | w/o         |  |  |                  |                                |                             |                             |                           |     |      | 4          | A Taylor G Villanueva                       | 7              | 68                                    | [7]        |   |      |        |        |        |        |        |  |
|  |             | D Cukierman C Sánchez Jover        | D Cukierman C Sánchez Jover        | 6                         | 7           |  |  |                  |                                |                             | D Cukierman C Sánchez Jover | 5                         | 710 | [10] |            |                                             |                |                                       |            |   |      |        |        |        |        |        |  |
|  |             | M Pucinelli de Almeida N Zanellato | M Pucinelli de Almeida N Zanellato | 4                         | 5           |  |  |                  | D Cukierman C Sánchez Jover    | D Cukierman C Sánchez Jover | 6                           | 6                         |     |      |            |                                             |                |                                       |            |   |      |        |        |        |        |        |  |
|  |             | B Bobrov K Uchida                  | 6                                  | 5                         | [7]         |  |  | 2                | S Duncan K Stevenson           | S Duncan K Stevenson        | 4                           | 4                         |     |      |            |                                             |                |                                       |            |   |      |        |        |        |        |        |  |
|  | 2           | S Duncan K Stevenson               | 4                                  | 7                         | [10]        |  |  |                  |                                |                             |                             |                           |     |      |            |                                             |                |                                       |            |   |      |        |        |        |        |        |  |